# 首山镇
首山镇，是中华人民共和国辽宁省辽阳市辽阳县下辖的一个乡镇级行政单位。

## 行政区划
首山镇下辖以下地区：
新华社区、新风社区、新兴社区、商业社区、前进社区、山花社区、站前社区、胜利社区、幸福社区、向阳社区、首山站村、向阳寺村、马伊屯村、黑牛庄村、土台子村、东王庄村、马家庄村和响山子村。